# Mahat
Mahat (nepalski: महत) – gaun wikas samiti w zachodniej części Nepalu w strefie Rapti w dystrykcie Rukum. Według nepalskiego spisu powszechnego z 2001 roku liczył on 882 gospodarstw domowych i 4647 mieszkańców (2375 kobiet i 2272 mężczyzn).